# Santa Cruz (Chile)
Santa Cruz är en ort i kommunen Santa Cruz i Chile som ligger i regionen O'Higgins. Kommun täcker ungefär 420 kvadratkilometer och det bor ungefär 33 000 människor i kommunen, vilket ger ungefär 77 invånare per kilometer.